# Saint-André-lez-Lille
Saint-André-lez-Lille (Nederlands: Sint-Andries of Sint-Andries-Rijsel) is een Franse gemeente in het Noorderdepartement (Frans: département du Nord) (regio Hauts-de-France) en telde op 1 januari 2022 12.909 inwoners. De plaats ligt in het arrondissement Rijsel, net ten noorden van de stad Rijsel.

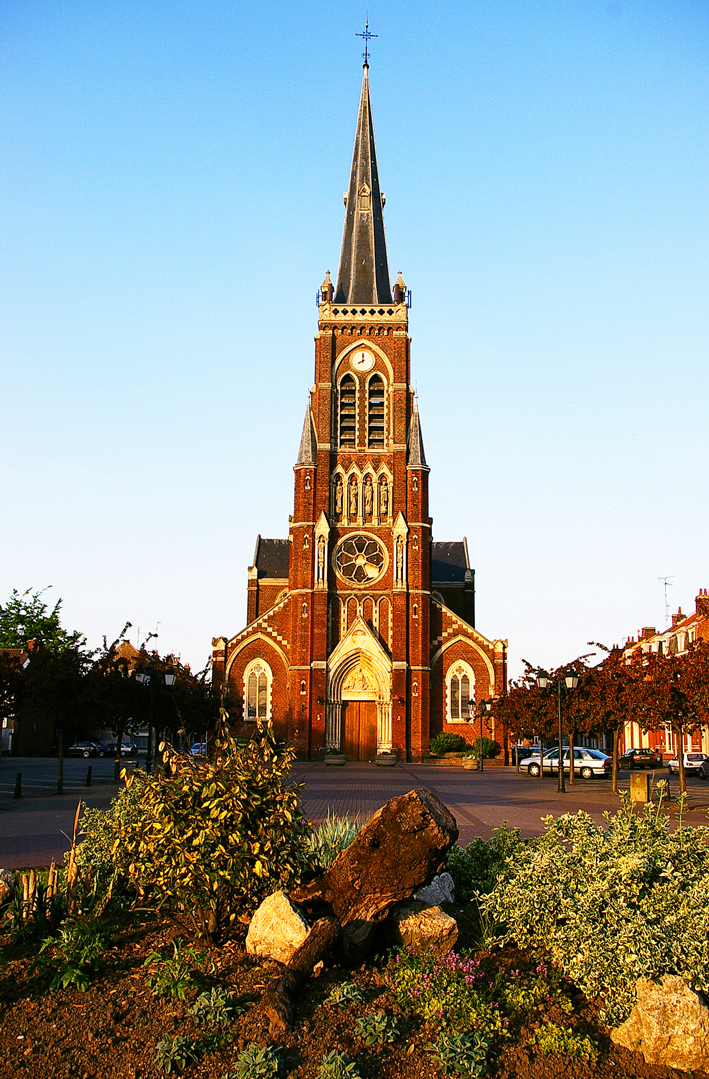
Église Saint-André

## Geografie
De oppervlakte van Saint-André-lez-Lille bedroeg op 1 januari 2022 3,16 vierkante kilometer; de bevolkingsdichtheid was toen 4.085,1 inwoners per km².

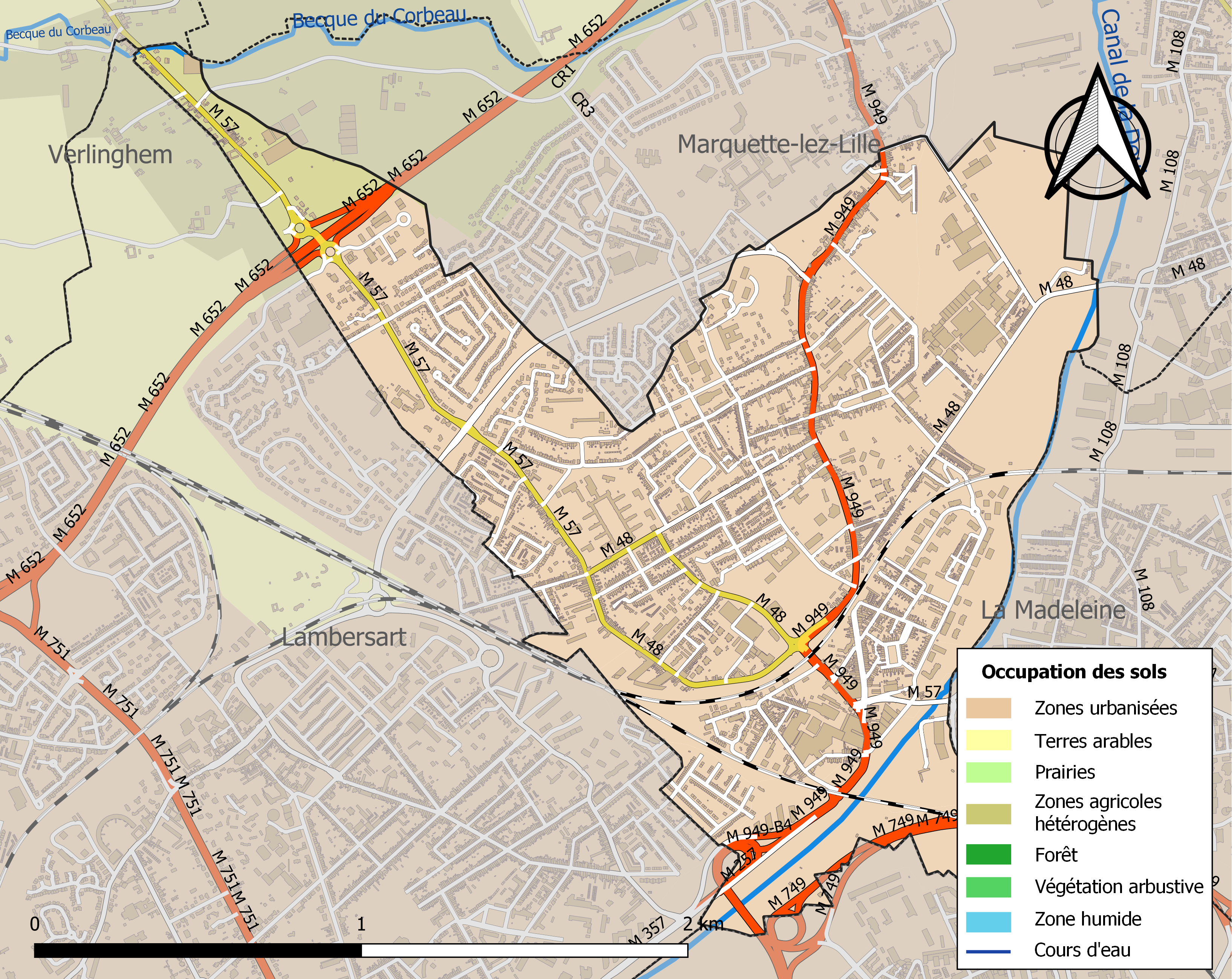
Kaart van de gemeente met belangrijkste infrastructuur, bodemgebruik en omliggende gemeenten

## Bezienswaardigheden
- De Église Saint-André
- De 19de-eeuwse Église Sainte-Camille
- De Église Saint-Paul uit 1965
- Het geklasseerde 18de-eeuwse Pavillon Louis XVI
- Op de gemeentelijke begraafplaats van Saint-André-lez-Lille bevindt zich een Brits perk met zo'n 180 gesneuvelden uit beide wereldoorlogen.

## Verkeer en vervoer
In de gemeente ligt spoorwegstation Saint-André.

## Demografie
Onderstaande figuur toont het verloop van het inwonertal (bron: INSEE-tellingen).